# Guy Paré
Guy Paré (zm. 30 lipca 1206) – francuski kardynał, cysters. Niekiedy jest mylony z kardynałem Guido Papareschi.

## Życiorys
Był opatem Citeaux i generałem zakonu cysterskiego 1194-1200, a następnie kardynałem biskupem Palestriny 1200-1204. Sygnował bulle papieskie między 4 lipca 1200 a 9 lutego 1201. Innocenty III wysłał go jako legata do Niemiec w 1201 w celu potwierdzenia elekcji cesarza Ottona IV. W lipcu 1204 został arcybiskupem Reims, zachowując godność kardynalską. Zmarł w Gand w trakcie zarazy. Cystersi czczą go jako błogosławionego.